# Themone trivittata
Themone trivittata är en fjärilsart som beskrevs av Percy I. Lathy 1904. Themone trivittata ingår i släktet Themone och familjen Riodinidae. Inga underarter finns listade i Catalogue of Life.